# Kee Games
Kee Games是原美国街机游戏制造商，于1973年至1978年间营业。
公司系雅达利为扶持竞争对手而秘密创办，由雅达利联合创始人诺兰·布什内尔的好友兼邻居Joe Keenan掌舵。布什内尔派遣若干雅达利员工前往Kee Games；Kee Games则公开宣称自己是雅达利的竞争对手，在雇佣雅达利过来的跳槽者。